# Arzneimittelversandhandel in Deutschland
Der Arzneimittelversandhandel in Deutschland ist im Jahr 2004 mit der Novellierung des Arzneimittelgesetzes (AMG) und des Apothekengesetzes (ApoG) auf eine rechtliche Grundlage gestellt worden, die es Apotheken ermöglicht, apothekenpflichtige und verschreibungspflichtige Medikamente bundesweit zu versenden. Von den etwa 19.000 Vor-Ort-Apotheken in Deutschland verfügen knapp 3.000 über eine behördliche Erlaubnis für den Versand von Arzneimitteln (Stand 2019). Darunter gibt es etwa 150 aktive Versandapotheken mit einem echten Webshop und einer Listung in Preissuchmaschinen.
In Deutschland ist nach § 43 Abs. 5 AMG (8) aus verbraucherschutzrechtlichen Gründen der Versand von Tierarzneimitteln für lebensmittelliefernde Tiere verboten. Dies soll verhindern, dass Arzneimittel unkontrolliert Tieren, die der Lebensmittelerzeugung dienen, verabreicht werden.

## Rechtliche Voraussetzungen
Versandapotheken dürfen in Deutschland nach § 43 Abs. 1 S. 1 AMG in Verbindung mit § 11a ApoG nur von Apotheken betrieben werden. Der verantwortliche Apotheker, die Postanschrift, die Aufsicht führende Behörde und weitere Angaben müssen auf dem Impressum der Internetseite angegeben werden. Alle versendeten Medikamente müssen in Deutschland verkehrsfähige Arzneimittel sein. Für alle rezeptpflichtigen Medikamente gilt, dass das Originalrezept per Post an die Versandapotheke geschickt werden muss. Zudem müssen alle Versandapotheken über ein Notfalldepot verfügen und sich am Meldesystem für Arzneimittelsicherheit sowie am Nacht- und am Notdienst beteiligen.
Ebenfalls im Jahr 2004 wurde die Preisbindung für rezeptfreie Arzneien aufgehoben. Der dadurch entstandene Wettbewerb eröffnet einen neuen Handlungsspielraum für die Apotheker beim Preisgefüge.
2016 entschied der Europäische Gerichtshof, dass die Festpreisbindung für verschreibungspflichtige Arzneimittel nicht zulässig ist. Die Preisbindung würde für ausländische Apotheken den Zugang zum deutschen Markt erschweren. Als Begründung wurde angeführt, dass der Versandhandel der wichtigste Zugang zum deutschen Markt sei und der Preis für Versandapotheken ein wichtiger Wettbewerbsfaktor sei. Der Preiswettbewerb sei eine Möglichkeit, um Vorteile traditioneller Apotheken (individuelle Beratung, Rezepturarzneimittel) auszugleichen. Außerdem biete ein Preiswettbewerb den Patienten Vorteile und eine Preisbindung sei nicht geeignet, um eine gleichmäßige Versorgung mit Arzneimitteln zu fördern. Hintergrund war eine Auseinandersetzung zwischen der Deutschen Parkinson Vereinigung, die ein Bonussystem mit DocMorris unterhält, und der Zentrale zur Bekämpfung unlauteren Wettbewerbs. Das Urteil führte zu einer Zunahme von Marketing-Aktivitäten der ausländischen Versandapotheken und Zukäufen von Mitbewerbern und
Dienstleistern. Ein 2017 vom Bundesministerium für Gesundheit vorgelegter Entwurf für ein Versandhandelsverbot wurde nicht eingebracht. Ein entsprechendes Verbot war auch im Koalitionsvertrag der 19. Wahlperiode des Bundestages vorgesehen. 2019 beschloss das Bundeskabinett das Apotheken-Stärkungsgesetz, das ein Verbot durch die Änderung des SGB V vorsieht.
2019 entschied das Landgericht Magdeburg, dass Apotheker rezeptfreie, apothekenpflichtige Arzneimittel auch über Amazon vertreiben dürfen. Infolgedessen bieten inzwischen ca. 30 deutsche Apotheken Bestellungen über Amazon an. Neben wenigen bekannten Anbietern wie apodiscounter (apo.com Group) und Aponeo gehören dazu vor allem kleinere Apotheken mit Versandhandelserlaubnis.

## Versandapotheken in Deutschland mit Umsätzen
(Umsätze netto 2021 – teilweise geschätzt)
- docmorris.de – 783,3 Mio. Euro – seit 2012 zur-Rose-Gruppe
- shop-apotheke.com – 517,9 Mio. Euro
- medpex.de – 216,9 Mio. Euro – seit 2019 zur-Rose-Gruppe
- medikamente-per-klick.de – 180,0 Mio. Euro
- apodiscounter.de – 132,2 Mio. Euro
- eurapon.de – 87,9 Mio. Euro – seit 2017 zur-Rose-Gruppe
- aponeo.de – 86,9 Mio. Euro
- apotal.de – 59,6 Mio. Euro – seit 2020 zur Rose-Gruppe
- mycare.de – 50,7 Mio. Euro
- sanicare.de – 43,5 Mio. Euro

## Marktanteil der Versandapotheken
Der Marktanteil der Versandapotheken betrug 2007 vier Prozent des Marktes für rezeptfreie Medikamente auf den Versandhandel, im Jahr 2008 waren es fünf Prozent. Somit konnten Versandapotheken ihren Anteil im deutschen Markt stetig erhöhen. Ihr Anteil am rezeptfreien Markt lag nach Zahlen des Marktforschungsunternehmen IMS Health im Jahr 2009 bereits bei neun bis zehn Prozent. Folglich konnten Versandapotheken ihren Umsatz in diesem Jahr von 140 Millionen Euro auf 622 Millionen Euro steigern. Im Bereich der rezeptpflichtigen Medikamente wurde der Anteil auf zwei Prozent geschätzt.
Die Umsatz- & Absatzzahlen von OTC-Arzneimitteln zeigen, dass der Versandhandel einen immer größer werdenden Marktanteil erreicht, der im Jahr 2018 bereits einen zweistelligen prozentualen Marktanteil von 13,6 Prozent (Absatz) bzw. 17,7 Prozent (Umsatz) aufwies. Für rezeptpflichtige Medikamente steigen die GKV-Ausgaben merklich an, seit gemäß dem Urteil des Europäischen Gerichtshofs vom Oktober 2016 ausländische Versandhändler nicht mehr an die deutsche Preisbindung für rezeptpflichtige Medikamente gebunden sind, der Marktanteil liegt mit 1,1 Prozent (Absatz) bzw. 1,0 Prozent (Umsatz) jedoch deutlich niedriger als in der Selbstmedikation.
Für 2018 wird allein der im Wesentlichen auf den deutschen Markt entfallende Umsatz der beiden den Arzneimittelversandhandel in Deutschland dominierenden Versandapotheken DocMorris (Heerlen/Niederlande) sowie Shop Apotheke (Venlo/Niederlande) unter Einbeziehung mehrerer von diesen beiden Versandapotheken erworbenen deutschen Versandapotheken (u. a. die Erwerbe von Eurapon, Vitalsana und apo-rot durch die Zur Rose Group und der Europa Apotheek durch die Shop Apotheke) auf jeweils ca. 500 Millionen Euro geschätzt. Mit der Übernahme der Versandhandelsaktivitäten der Medpex Versandapotheke mit Wirkung ab Anfang 2019 sowie der Apotal Apotheke im Juni 2020 jeweils durch die Zur Rose Group ist von einem weiteren Anstieg der auf die beiden Marktführer entfallenden Marktanteile auszugehen.
Für den Versandhandel von Arzneimitteln gelten dieselben Qualitätsanforderungen wie für eine Vor-Ort-Apotheke, wie beispielsweise der Kontrahierungszwang. Dieser schreibt vor, dass sie alle Arzneien, die in Deutschland erhältlich sind, auch an den Verbraucher ausliefern müssen.
Die Lücke der persönlichen Beratung, wie sie in stationären Apotheken erteilt wird, schließen zugelassene Versandapotheken mit telefonischer Fachberatung oder E-Mail Kontakt durch pharmazeutisches Personal (Apotheker, Pharmazieingenieur oder PTAs). Im Jahr 2009 veröffentlichte die ServiceBarometer AG eine Studie, die zeigt, dass Versandapotheken einen hohen Kundenzufriedenheitswert haben, obwohl die persönliche Beratung oft fehlt. Der Spitzenwert lag bei 1,73, was für 46 Prozent vollkommen zufriedene und 36 sehr zufriedene Kunden steht.
Mit den Apotheken vor Ort sind laut einer ABDA-Analyse (Stand 2018) 93 Prozent der Bundesbürger entweder zufrieden oder sogar sehr zufrieden.

## Einführung des elektronischen Rezeptes
Mit der geplanten Einführung des E-Rezeptes im Frühjahr 2020 wird sich die Verteilung der Marktanteile weitergehend verändern. Laut einer der Wirtschaftszeitung „Handelsblatt“ vorliegenden Studie könnte die Neuregelung den Arzneimittelversandhandel stärken, während die Zahl der Vor-Ort-Apotheken weiterhin zurückgehen dürfte. Die Studienautoren gehen davon aus, dass die Zahl der stationären Apotheken in Deutschland bis 2030 auf knapp 12.000 fallen könnte. Laut der Bundesvereinigung Deutscher Apothekerverbände (ABDA) gab es Ende 2018 deutschlandweit nur noch 19.423 stationäre Apotheken. Die Zahl ist seit Jahren rückläufig und lag zu dem Zeitpunkt auf dem niedrigsten Stand seit den 1980er Jahren. Die elektronische Rezept-Übermittlung an Apotheken soll aber keine Pflicht werden. In einer Antwort auf eine Grünen-Anfrage stellt das Bundesministerium für Gesundheit klar, dass die vollständige Abschaffung des Papierrezepts nicht geplant sei.
Der Deutsche Apothekerverband teilte im August 2019 in einem Interview mit, bereits ein eigenes E-Rezept-Modell entwickelt zu haben mit einer dazugehörigen App. Er setzt sich dafür ein, dass der digitale Verordnungsprozess frei von Werbung, Diskriminierung und kommerziellen Interessen bleiben und der Patient unbeeinflusst entscheiden solle, wo er sein Rezept einlöse, sei es in der Versandapotheke oder in der Vor-Ort-Apotheke.

## Arzneimittelfälschungen
Arzneimittelfälschungen treten in der Lieferkette deutscher Versandapotheken kaum auf. Vielmehr handelt es sich um ein Problem ausländischer Anbieter, die unkontrolliert ihre Waren nach Deutschland versenden.
Die Zollstatistik für das Jahr 2007 über die Einfuhr von gefälschten Arzneimitteln nach Deutschland spricht von Arzneimittelfälschungen in einem Wert von 8,3 Mio. Euro, was einen Anstieg an eingeführten Arzneimittelfälschungen nach Deutschland bedeutet. Allerdings entfielen 90 % dieser „Fälschungen“ auf einen Patentstreit der Firmen Mundipharma und Cimex. Daher kann davon ausgegangen werden, dass der Wert der illegal nach Deutschland eingeführten und entdeckten Arzneimittelfälschungen von 2,5 Mio. Euro im Jahre 2006 auf 0,6 Mio. Euro 2007 gesunken ist. Zu diesem Ergebnis kommt auch Rolf Schwanitz, Parlamentarischer Staatssekretär im Bundesministerium für Gesundheit, auf der 172. Sitzung des Deutschen Bundestages. In der Zollstatistik 2018 werden noch 42.590 Arzneimittel im Wert von 513.736 Euro aufgeführt.
Ende 2007 stellte das Bundeskriminalamt fest, dass durch den Arzneimittelversandhandel, vor allem durch illegalen Versand aus dem außereuropäischen Ausland, in großer Zahl Arzneimittel-Fälschungen zum deutschen Verbraucher gelangen. Das Bundeskriminalamt forderte, das Verbot des Arzneimittelversandhandels für verschreibungspflichtige Arzneimittel wieder einzuführen. Allerdings beschäftigt sich der Bundesrat in Deutschland derzeit nicht mehr mit dem Versandhandelsverbot für verschreibungspflichtige Arzneimittel, da die Gefahren des Internethandels mit Medikamenten offensichtlich geringer sind als der Nutzen. So wurde der Gesetzgebungsantrag der Freistaaten Sachsen und Bayern („Entwurf eines Gesetzes zur Rückführung des Versandhandels mit Arzneimitteln auf das europarechtlich gebotene Maß“) im Dezember 2008 wieder von der Tagesordnung genommen.
Peer Steinbrück, der Bundesfinanzminister, zeigte sich Mitte März 2008 besorgt über die rasante Zunahme der durch den deutschen Zoll beschlagnahmten Arzneimittelfälschungen. Besonders häufig gingen den Zollfahndern gefälschte Potenzmittel und Dopingmittel, aber auch andere Arzneimittel, wie gefälschte Herzmedikamente, ins Netz. Diese Fälschungen sind manchmal perfekt dem Original nachempfunden und können nur durch Labor-Analysen unterschieden werden.
Eine Mehrzahl von testweise bei ausländischen Arznei-Versendern bestellten Arzneimittel, insbesondere sog. Lifestyle-Medikamente wie Viagra, stellte sich als gefälscht heraus. Gefälschte Arzneimittel sind nicht nur von schlechter Qualität, sie enthalten meist auch keinen Arzneistoff, oder aber zu viel oder zu wenig davon und manchmal auch giftige Stoffe, welche die Gesundheit und das Leben des Verwenders bedrohen können.
Auch die EU-Kommission hat das Problem der massiven Arzneimittelfälschungen erkannt und in ihrem im März 2008 veröffentlichten Konsultationspapier thematisiert. Demnach wurden im Jahr 2006 384 % mehr Fälschungen entdeckt als im Jahr zuvor, und darunter nicht nur Potenzmittel, Appetitzügler und Haarwuchsmittel, sondern auch lebenswichtige Arzneimittel, wie etwa gegen Krebserkrankungen, Herzkrankheiten oder psychische Krankheiten.

## Der Arzneimittelversandhandel in Deutschland im Europäischen Vergleich
In vielen europäischen Ländern ist der Versandhandel mit rezeptpflichtigen Medikamenten derzeit (Stand November 2019) nicht erlaubt. Zum Jahr 2016 war er – neben Deutschland – in Dänemark, Estland, Finnland, den Niederlanden, Schweden und dem Vereinigten Königreich erlaubt.
Für den Versandhandel von Arzneimitteln nach Deutschland sind neben deutschen Versandapotheken mit Stand Juni 2018 Händler aus Island, Niederlande (soweit Versandapotheken gleichzeitig eine Präsenzapotheke unterhalten), Schweden (nur verschreibungspflichtige Arzneimittel), Tschechien (nur verschreibungsfreie Arzneimittel) und dem Vereinigten Königreich zugelassen. Nach der Einführung des Versandhandels in Deutschland 2004 hatte das Bundesministerium für Gesundheit im Juni 2005 im Bundesanzeiger, Nr. 113 (AZ 113 – 5028–3) veröffentlicht, dass zunächst Apotheken in den Niederlanden als auch im Vereinigten Königreich die Voraussetzung erfüllten, solche Arzneimittel, die in Deutschland zugelassen sind, nach Deutschland zu versenden.
Nach § 73 AMG unterliegen Arzneimittel aus anderen Ländern grundsätzlich einem Verbringungsverbot nach Deutschland. Zulassungspflichtige Arzneimittel dürfen im Wege des erlaubten Versandhandels nur unter engen Voraussetzungen vom privaten Endverbraucher aus dem EU-Ausland, nicht aber aus Drittländern, bezogen werden.
Weitere Probleme erwachsen aus der Unsicherheit, ob eine Versandhandelsapotheke tatsächlich ihren Sitz in Deutschland hat. Dies dürfte in vielen Fällen für den Verbraucher nicht nachvollziehbar sein. Arzneimittel, die nicht in Deutschland zugelassen sind, dürfen von deutschen Apotheken nur in Ausnahmefällen unter strengen Kriterien im Einzelfall und für einen bestimmten Kunden importiert werden. Dies wurde von ausländischen Versandhändlern bereits durch die Gründung von Postfach- oder PLZ-Firmen in Deutschland umgangen. Für den Kunden erscheint eine Apotheke mit deutschem Namen und z. B. Postleitzahl in Leipzig als deutsche Apotheke, auch wenn die Bestellungen lediglich an eine ausländische Apotheke in Tschechien weitergeleitet werden. Versandt wurden Arzneimittel, die in Deutschland nicht zugelassen waren und von deutschen Apotheken nicht importiert werden könnten. Behördliche Schritte erfolgen meist spät, da der Markt bereits heute sehr unübersichtlich geworden ist. Seit dem 21. April 2009 unterhält daher das Deutsche Institut für Medizinische Dokumentation und Information (DIMDI) im Auftrag des Bundesministeriums für Gesundheit ein Versandhandelsregister. Darin werden, mit ihrer Einwilligung, Apotheken und sonstige Händler veröffentlicht, die über eine behördliche Erlaubnis zum Versand von Arzneimitteln verfügen. Damit ist ein EU-Sicherheitslogo verknüpft, das die Apotheken und sonstigen Händler in ihrer Webpräsenz verwenden können.
Eine Verzerrung des Wettbewerbs entsteht durch die ungleiche Rechtslage der Apotheken in der Europäischen Gemeinschaft:
1. Deutsche Apotheken dürfen für verschreibungspflichtige Arzneimittel keine Rabatte der Hersteller annehmen (Ausnahme Skonto und Vorteile des Direktbezugs bis etwa 3 bis maximal 5 Prozent des Einkaufs). Für ausländische Apotheken gilt dies nicht. Vorteile im Schnitt bis zu 20 Prozent und mehr sind möglich.
2. In Deutschland gilt für Arzneimittel der volle Mehrwertsteuersatz von 19 %. Zum Vergleich: Niederlande 6 %.
3. Ausländische Versandapotheken z. B. aus Tschechien versenden auch in Deutschland nicht zugelassene Ware, die zum Teil mit übersetzten und fotokopierten Beipackzetteln versehen werden. Solche Apotheken werben zum Teil mit Postfachadressen in Deutschland, um die Herkunft der Ware zu verschleiern.
4. Oft sind deutsche Versand- und auch Präsenzapotheken im Vergleich – zumindest bei nicht verschreibungspflichtigen Arzneimitteln – günstiger als ausländische Versandapotheken, dürfen aber nicht in gleicher Weise dafür werben.[27]

## Arzneimittelversandhandel über Pick-up-Stellen
Die Abgabe von Arzneimitteln über Abhol- oder Pick-up-Stellen stellt eine Form des Arzneimittelversandhandels dar. Der Kunde bestellt die Arzneimittel beim jeweiligen Anbieter und holt diese nach Vorlage eines Abholscheins und seines Personalausweises an der Pick-up-Stelle ab. In Deutschland wurde diese Form des Arzneimittelversandhandels von Drogeriemarktketten durch das Aufstellen von Pick-up-Stellen in ihren Filialen eingeführt.
Nachdem durch eine Ordnungsverfügung der dm-Drogeriemarktkette diese Form des Arzneimittelvertriebs zunächst untersagt wurde, entschied das Bundesverwaltungsgericht in Leipzig in seinem Urteil vom 13. März 2008 (3 C 27/07), dass Versandapotheken für das Einsammeln von Bestellungen und die Aushändigung der bestellten Arzneimittel den Dienst von Drogeriemärkten in Anspruch nehmen dürfen.
Kritik am Arzneimittelversandhandel über Pick-up-Stellen und die Forderung nach einer Beschränkung dieser Art des Versandhandels kamen vor allem vonseiten der Politik, der Bundesvereinigung Deutscher Apothekerverbände (ABDA), des Bundesverbandes der Pharmazeutischen Industrie (BPI) und des Bundesverbandes der Arzneimittelhersteller (BAH). Die FDP-Fraktion kritisierte die Möglichkeit der Einsammlung von Rezepten durch Gewerbebetriebe und sah darin die Gefahr einer unsachgemäßen Behandlung und Lagerung der Arzneimittel. Sie forderte daher einen Versand nur unmittelbar an den Endverbraucher. Die Fraktion Die Linke hingegen forderte, zugunsten des Ausbaus einer unabhängigen und umfassenden Beratung in den Apotheken, die Begrenzung des Versandhandels auf rezeptfreie Arzneimittel. Ein vollständiges Verbot des Arzneimittelversandhandels über Pick-up-Stellen, wie es die ABDA fordert, lehnte das Bundesgesundheitsministerium (BMG) jedoch ab. Der Vorschlag des BMG für einen Gesetzentwurf zur Regelung des Arzneimittelversandhandel über Pick-up-Stellen sieht ein Rezeptsammelverbot, Vorschriften für die Lagerung und Aushändigung der Arzneimittel sowie eine Rücksendeverpflichtung und kostenlose telefonische Beratung durch pharmazeutisches Personal vor. Zusätzlich sollen die Pick-up-Stellen von den Aufsichtsbehörden überwacht werden. Dennoch hielten das Justiz- und das Innenministerium noch 2012 alle Vorschläge für verfassungswidrig.